# Lucasium damaeum
Espèce
Synonymes
- Ceramodactylus damaeus Lucas & Frost, 1896
- Diplodactylus damaeum (Lucas & Frost, 1896)

Lucasium damaeum est une espèce de geckos de la famille des Diplodactylidae.

## Répartition
Cette espèce est endémique d'Australie. Elle vit sur le sol de zones plutôt arides.

## Description
C'est un gecko nocturne, insectivore et terrestre.

## Publication originale
- Lucas & Frost, 1896 : Further preliminary notice of certain new species of lizards from central Australia. Proceedings of the Royal Society of Victoria, vol. 8, p. 1-4 (texte intégral).